# Grand Glaiza
Grand Glaiza (wł. Punta Merciantaira) – szczyt górski w Alpach Kotyjskich na granicy francusko-włoskiej, w masywie Queyras. Ma wysokość 3 293 m n.p.m. Leży pomiędzy dolinami Val Thuras i Queyras. Można go zdobyć wyruszając z francuskiej miejscowości Aiguilles (dzielnica Le Lombard), położonej na terenie Parku Regionalnego Queyras. Alternatywna trasa wiedzie z włoskiego Thures, w pobliżu Cesana Torinese.